# Akademicki Klub Turystyczny we Lwowie

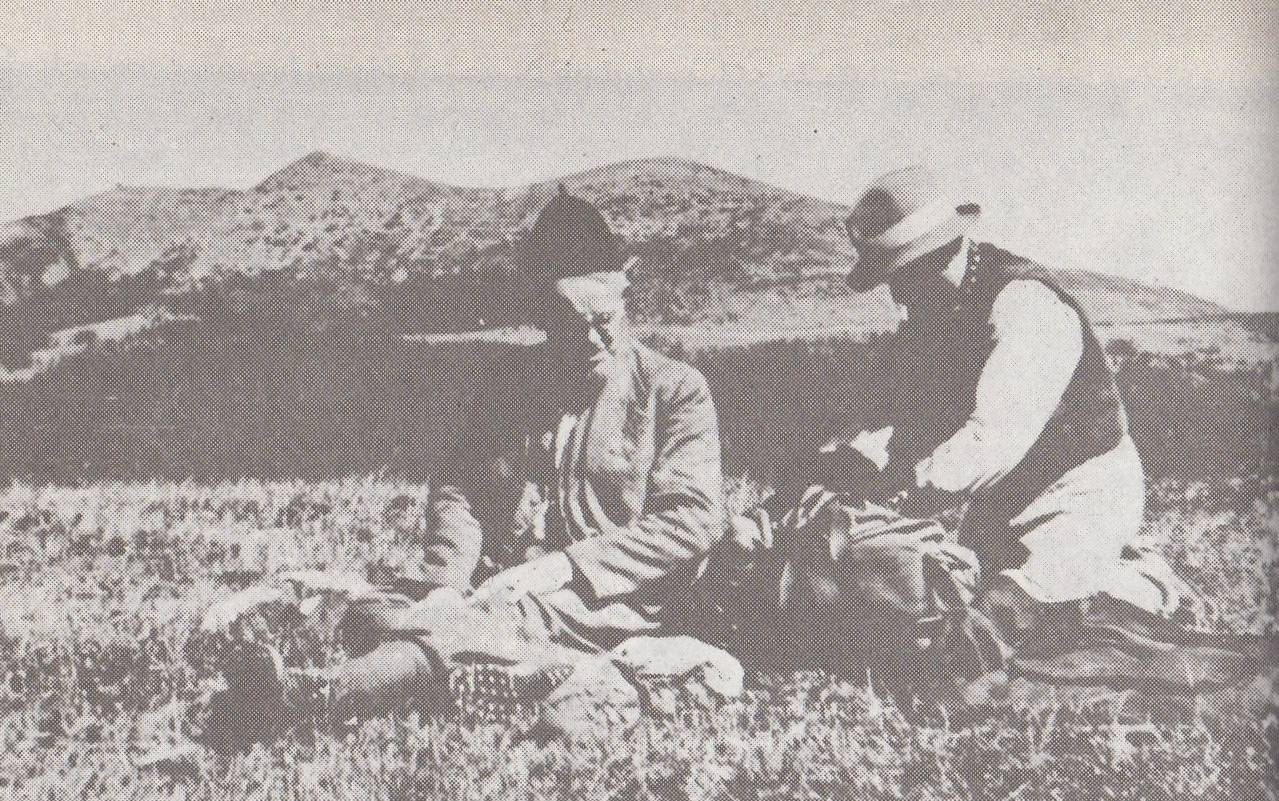
Jeden z inicjatorów powstania Klubu – Mieczysław Orłowicz – powracał w Gorgany nawet po jego formalnym rozwiązaniu. Tu na zdjęciu z 1938 r. – w tle Sywula

Akademicki Klub Turystyczny we Lwowie – polskie stowarzyszenie działające wśród młodzieży akademickiej i pracowników nauki powstałe na początku XX wieku we Lwowie. Inicjatorami powstania AKT byli: Bronisław Drecki, Adam Konopczyński, Wilhelm Landsberg, Mieczysław Orłowicz, Tadeusz Ostrowski, Władysław Smolka, Kazimierz Świtalski. 

## Historia
Zebranie organizacyjne AKT odbyło się 29 kwietnia 1906 roku na terenie Uniwersytetu Lwowskiego. Towarzystwo założyło 30 osób – w pierwszym roku liczba członków wzrosła do 55. Prezesem został Mieczysław Orłowicz. Zarząd tworzyli: Adam Konopczyński – wiceprezes, Wacław Kowalewski – wiceprezes, Wilhelm Landesberg – zastępca sekretarza, Bronisław Drecki – skarbnik, Władysław Smolka – zastępca skarbnika oraz Kazimierz Świtalski i Tadeusz Piotrowski – członkowie zarządu. Zadaniem Klubu było organizowanie wycieczek, i prowadzenie szkoleń na tematy związane z turystyką, poznaniem okolic – poczynając od prostych informacji o konieczności odpowiedniego ekwipunku, zasad wędrowania czy wyżywienia.
Wśród wykładowców na szkolenia np. dotyczących ubioru i wyposażenia, umiejętności posługiwania się mapami był Roman Kordys, odczyty krajoznawcze prowadził Zygmunt Klemensiewicz. W 1907 roku na wycieczkach pojawiły się panie, a tereny uprawiania turystyki objęły już właściwie cały obszar Karpat. W 1907 AKT liczył już 158 członków, a o różnorodności zainteresowań świadczy fakt, że 2 grudnia 1907 roku na pogrzeb Stanisława Wyspiańskiego do Krakowa udała się grupa 74 członków AKT.
Organizowane przez AKT wyjazdy miały charakter otwarty – brało w nich udział wiele osób, które nie były członkami stowarzyszenia. Na koniec 1908 roku AKT miał już 270 członków. Ciekawym zjawiskiem, związanym częściowo z akademickim charakterem członkostwa (a więc z opuszczaniem Lwowa po ukończeniu okresu nauki), była duża liczba rezygnujących z członkostwa i nowo przyjętych akademików. W roku 1908 wpisało się do AKT 143 osoby, wystąpiło 108.
16 lutego 1909 roku Namiestnictwo we Lwowie zatwierdziło nowy statut AKT. Wstąpiono natomiast zbiorowo do Polskiego Związku Sportowego we Lwowie. W tym też czasie Mieczysław Orłowicz i Władysław Grabowski pod szyldem AKT napisali „Przewodnik po Europie”, który do nabycia w księgarniach Galicji przyniósł sławę autorom i rozgłos AKT.
W okresie 29 maja do 2 czerwca 1909 roku 15 turystów pod wodzą Mieczysława Orłowicza zwiedziło odludne wówczas tereny Gorganów, nocując w lesie przy ognisku i zdobywając na koniec Wysoką (1808 m n.p.m.). Po walnym zebraniu 12 marca 1909 przewodniczącym był Mieczysław Orłowicz, zastępcą Władysław Grabowski, sekretarzem Kazimierz Kisielnicki, skarbnikiem Józef Szenk, zastępcą skarbnika Mieczysław Szydłowski, członkami wydziału (zarządu ): Antoni Jakubowski, Adam Konopczyński, Kazimierz Meijer, Tadeusz Ostrowski, Władysław Wojtowicz.
W roku 1909 klub liczył 294 członków. 9 maja 1910 roku, na walnym zgromadzeniu wybrano władze: przewodniczący – dr Mieczysław Orłowicz, zastępca Józef Szenk, sekretarz: Marian Horowitz, skarbnik Władysław Grabowski, zastępca sekretarza Wilhelm Landesberg, zastępca skarbnika Stefan Tittenbrun, członkowie: Wacław Günter, Adam Konopczyński, Wacław Kowalewski, Tadeusz Ostrowski, Michał Zdrójkowski. W grudniu 1910 roku utworzono Sekcję Narciarską (jej prezes, Józef Bizoń został drugim zastępcą przewodniczącego), nasilono aktywność górską w zakresie wycieczek o coraz większej skali trudności – w tym w Alpach. W trakcie roku nastąpiły dalsze zmiany w składzie zarządu. Weszli Artur Quirini (na miejsce zmarłego Mariana Horowitza), Antoni Jakubski – zdobywcy 13 marca 1910 Kilimandżaro – (w miejsce Adama Konopczyńskiego), Stanisław Świstalski (za Wacława Güntera), Daniel Połątkiewicz (za Michała Zdrójkowskiego).
W 1910 roku AKT zostało przyjęte jako organizacja do TT. W tym roku Klub poniósł dużą stratę, podobnie jak cała polska turystyka – na stokach Małego Jaworowego śmierć poniósł Stanisław Szulakiewicz – wieloletni członek AKT, zginął również idący mu z pomocą Klimek Bachleda. Staraniem klubu na Małym Jaworowym 17 sierpnia 1911 roku wmurowano pamiątkową tablicę. Obecnie płyta ta znajduje się na Symbolicznym Cmentarzu Ofiar Tatr pod Osterwą.
Na koniec tegoż roku klub liczył 374 członków. W 1911 roku 15 maja przewodniczącym został Józef Szenk, I zastępcą Antoni Jakubki, II Józef Bizoń, sekretarzem Artur Quirinii, skarbnikiem Stefan Tittenbrun, z-cą skarbnika Stanisław Szafnicki, z-cą sekretarza Leon Łatkiewicz, członkami zarządu: Mieczysław Orłowicz, Tadeusz Ostrowski, Michał Bajkowski, Wacław Kowalewski, Stanisław Świtalski. 14 listopada na nadzwyczajnym walnym zgromadzeniu funkcję I wiceprzewodniczącego objął Artur Quirinii. Zaszły też zmiany w składzie zarządu. Funkcję II zastępcy objął Stanisław Świtalski, sekretarza Leon Płatkiewicz, skarbnika Stanisław Szafnicki, z-cy sekretarza Roman Dakowski, z-cy skarbnika Wacław Skulski, członkowie zarządu: Stanisław Burchardt, Stefan Tittenbrun, Mieczysław Orłowicz. Zatrudniono Zygmunta Łubkowskiego na stanowisku bibliotekarza oraz Ludomiła Ratajskiego na stanowisku gospodarza lokalu klubu przy pl. Kapitulnym 2. Zakończenie w lipcu 1911 roku bojkotu szkolnego w Królestwie spowodowało powrót dużej liczby młodzieży do szkół – wśród opuszczających Lwów była duża liczba członków AKT. Spowodowało to zmniejszenie liczby członków i aktywności klubu. Część działaczy zasiliła „dorosłe” organizacje – Towarzystwo Tatrzańskie, Karpackie Towarzystwo Narciarzy, Polskie Towarzystwo Krajoznawcze. Mimo tego Klub liczył 390 członków. Ciekawa jest statystyka fluktuacji – 149 osób wpisało się, 135 wystąpiło. W 1912 roku przewodniczącym został Józef Szenk I zastępca Przewodniczącego – Stanisław Burchardt, II zastępca Stanisław Świtalski (Przewodniczący SN AKT), sekretarz – Stanisław Szafnicki, skarbnik – Kazimierz Saski, bibliotekarz – Henryk Ciupka, gospodarz lokalu we Lwowie – Stefan Spaczyński, zastępca sekretarza – Kazimierz Bunikiewicz, zastępca skarbnika – Wacław Skulski, członkowie zarządu: Roman Dakowski, Artur Quirinii, Wacław Świtalski. W skład zarządu wszedł również prezes honorowy Mieczysław Orłowicz W roku tym zorganizowaną wyprawę w Gorgany z udziałem 26 turystów, w tym 6 pań – wśród zdobytych szczytów była Sywula (1835 m n.p.m.) – najwyższy szczyt Gorganów. Dzięki staraniom nowego zarządu Sekcji Narciarskiej (od 24 października 1912 roku w skład zarządu wchodzili: Wodzisław Świtalski – przewodniczący, Mieczysław Orłowicz, Maria Sawczyńska, Adam Wisłocki, Kazimierz Tobiczyk i Stanisław Świtalski) Dyrekcja Kolei we Lwowie i Stanisławowie udzieliły członkom AZS zniżek na bilety kolejowe. W 1913 roku klub liczył 390 członków. Zarząd pracował w składzie: Mieczysław Orłowicz – honorowy prezes, Józef Szenk – przewodniczący, Stanisław Burchardt – I zastępca przewodniczącego, Wodzisław Świtalski – II zastępca przewodniczącego (prezes sekcji narciarskiej), Adolf Mroczkowskik – sekretarz, Kazimierz Saski – skarbnik, Czesław Pawłowski – bibliotekarz, Adam Wisłocki – gospodarz lokalu, Leon Kazubski – z-ca sekretarza, Eugeniusz Górnikiewicz – z-ca skarbnika, Kazimierz Bunikiewicz, Artur Quirini, Stanisław Świtalski – członkowie wydziału.
W roku 1913, 28 maja odbyło się kolejne walne zgromadzenie. Wybrano nowy zarząd w składzie: Józef Szenk – prezes, Włodzimierz Antoniewicz – wiceprezes, Leon Czerniaków, Maurycy Fridmann, Władysław Grabowski, Walery Nowicki, Mieczysław Orłowicz, Wodzisław Świtalski (prezes Sekcji Narciarskiej), Adam Wisłocki – członkowie. W późniejszym czasie do składu doszedł Władysław Szafer, któremu powierzono rolę sekretarza.
Wybuch wojny w 1914 roku przerwał działalność klubu aż do 1921 roku, kiedy to jego działalnością kierować zaczęli Mieczysław Orłowicz – prezes oraz Włodzimierz Uhrynowski – sekretarz. Po I wojnie światowej nastąpiło znaczne osłabienie działalności klubu. Główną przyczyną tego było: brak zainteresowania części grupy dotychczasowych głównych organizatorów dalszą działalnością, wyjazd innych do różnych regionów kraju, a także rozpoczęcie intensywnej działalności przez Towarzystwo Tatrzańskie, gdzie w 1921 roku powołano Koło Akademickie. Wiosną i latem 1922 roku AKT zorganizował kilka wycieczek – od czerwca tegoż roku rozpoczęto współpracę z lwowskim oddziałem Polskiego Towarzystwa Tatrzańskiego. W roku 1922 zakończyła się działalność AKT. Liczył on w tym czasie ok. 300 członków.
Czynnymi członkami AKT byli m.in.: Karol Bader, Stanisław Charzewski, Kazimierz Meÿer, Bolesław Popowicz, Stefan Rotarski, Kazimierz Rouppert, Tadeusz Schaetzel, Julian Stachiewicz, Kazimierz Ślączka, Kazimierz Świtalski (czynni), Jan Bigo, Bronisław Czuruk, Kazimierz Fabrycy (bierni i uczestnicy).